# 荒野を歩け (ASIAN KUNG-FU GENERATIONの曲)
「荒野を歩け」（こうやをあるけ）はASIAN KUNG-FU GENERATIONの24枚目のシングル。2017年3月29日、Ki/oon Musicより発売。結成20周年記念トリビュートアルバム『AKG TRIBUTE』と同時発売となった。通常盤と初回限定盤の2形態。

## 収録曲
全作詞：後藤正文、全編曲：ASIAN KUNG-FU GENERATION
1. 荒野を歩け（作曲：後藤正文）
  - アニメ映画『夜は短し歩けよ乙女』主題歌。後藤は「甘酸っぱくも不思議な世界観の作品に馴染むように、ちょっと変だけど爽やかな曲を書いた」と語っている[1]。ASIAN KUNG-FU GENERATIONの楽曲の映画タイアップはこれで6回目、アニメ映画のみに限ればこれで3回目となる。
  - 2016年にリリースされたシングル「Right Now」「ブラッドサーキュレーター」がベストアルバム『BEST HIT AKG 2 (2012-2018)』(2018年3月発売)に収録されたのに対し、本楽曲は9th Album『ホームタウン』に収録された。シングル発売からオリジナルアルバム初収録までのスパン(約1年9か月)は「Dororo / 解放区」に抜かれるまで過去最長であった。
  - 当初は『サーフ ブンガク カマクラ』の続編として構想された曲で、「あの娘がスケートボード蹴って表通り飛ばす」の歌詞は最初はサーフボードであり、柳小路をイメージして作られた。『夜は短し歩けよ乙女』の話をもらい、風景を京都に変えたら上手くハマり、主題歌となった。のちに作成された『サーフ〜』作品の『柳小路パラレルユニバース』も出町柳に舞台を変えて森見登美彦作品のタイアップとなっていることから、縁を感じると後藤は語っている[2]。
2. お祭りのあと（作曲：喜多建介・山田貴洋）
  - 「噓とワンダーランド」「シーサイドスリーピング」「タイムトラベラー」「八景」に続く、5作目の喜多メインボーカル曲。
  - 2017年6月～7月にかけて行われた「ASIAN KUNG-FU GENERATION World Tour 2017」では日本公演、アメリカ公演、南米公演でそれぞれ披露された。

### 初回盤限定DVD
1. 「荒野を歩け」Music Video
2. 「夜は短し歩けよ乙女」劇場予告